# Veli Ježenj
Veli Ježenj är en ort i Kroatien.   Den ligger i länet Istrien, i den västra delen av landet, 180 km väster om huvudstaden Zagreb. Veli Ježenj ligger 367 meter över havet och antalet invånare är 142.
Terrängen runt Veli Ježenj är platt västerut, men österut är den kuperad. Runt Veli Ježenj är det ganska tätbefolkat, med 93 invånare per kvadratkilometer. Närmaste större samhälle är Pazin, 6,2 km öster om Veli Ježenj. Omgivningarna runt Veli Ježenj är en mosaik av jordbruksmark och naturlig växtlighet.